# Nuran David Calis
Nuran David Calis (* 1976 in Bielefeld) ist ein deutscher Theater- und Filmautor und -regisseur.

## Leben
Calis ist Sohn eines armenischen Gießereiarbeiters und einer jüdischen Reinigungskraft, die aus der Türkei immigriert waren. Er wuchs in der Großwohnsiedlung Bielefeld-Baumheide auf, besuchte das Gymnasium und jobbte ab 1992 als Türsteher. Nach dem Abitur 1996 begann er ein Regiestudium an der Münchener Otto-Falckenberg-Schule, das er 2000 abschloss. Während dieser Zeit arbeitete er als Assistent sowohl an den Münchner Kammerspielen als auch am Schauspielhaus Zürich.
Calis Großmutter kam 1961 als erste Generation der Gastarbeiter aus der Türkei nach Deutschland. Kurz nach seiner Geburt in Bielefeld, entschlossen sich seine Eltern zurück nach Istanbul zu gehen, um dort eine neue Existenz aufzubauen. Doch wegen der politischen Unruhen wurde die Lebenssituation für die Familie immer schwieriger. Kurz vor dem Militärputsch 1980 gelang ihnen die Flucht nach Deutschland. Die Familie beantragte politisches Asyl. Nach 9 Jahren der Duldung mündete das Verfahren in die Anerkennung der deutschen Staatsbürgerschaft. Calis wurde armenisch-orthodox getauft und ist Mitglied der armenischen Gemeinde in Deutschland. 2010 wurde von der Filmhochschulabsolventin Geraldine Laprell, Nuran David Calis und Marie-Charlotte Grawe die SterntalerFilm GmbH als Independent-Filmproduktion mit Sitz in München gegründet, die Kino- und Dokumentarfilme herstellt.
Nuran David Calis lebt in München.

## Wirken
Sein erstes Theaterstück Urbanstorys (2005) schrieb Calis zusammen mit Jugendlichen aus Hannover. Sein zweites Theaterstück Dogland (2006) erschien bei Fischer, lief 2005 an den Kammerspielen und sollte am Wiener Burgtheater seine internationale Uraufführung erfahren. Sein drittes Stück Schwarz wurde 2007 in Theater heute besprochen. Einer von uns folgt 2008 an renommierten deutschen Theatern.
2006/2007 arbeitete Calis, der in den Jahren 2000 bis 2002 auch im Bereich Musikvideo und als Schauspieler tätig war, an seinem ersten Kino-Langfilm-Drehbuch Die Augen meiner Mutter (2007), das 2008 unter dem Titel Meine Mutter, mein Bruder und ich! in die Kinos kam.
2007 schrieb Calis eine Neufassung von Frank Wedekinds Frühlings Erwachen, die am Schauspiel Hannover ein großer Erfolg wurde. Dasselbe Stück inszenierte er 2008 am Grillo-Theater und danach am Düsseldorfer Schauspielhaus; die Düsseldorfer Inszenierung erhielt 2009 den Bensheimer Theaterpreis für die beste Ensemble-Leistung. Im Jahr 2009 folgte eine unter seiner Regie entstandene Fernsehfassung für den ZDF-Theaterkanal.
Im Deutschen Theater Berlin wurde 2010 sein Stück Schattenkinder uraufgeführt, eine freie Adaption des Romans Die Kindermörderin des Sturm-und-Drang-Dichters Heinrich Leopold Wagner.
Im Jahr 2014 erregte seine Arbeit Die Lücke – Ein Stück Keupstraße am Schauspiel Köln großes Aufsehen, die er anlässlich des 10. Jahrestages des Nagelbombenanschlages durch die NSU-Terrorzelle in der Kölner Keupstraße zusammen mit Anwohnern und Betroffenen entwickelte.
Es folgte 2016 am Schauspiel Köln die Uraufführung von Glaubenskämpfer. Religionssuche zwischen Kloster, Moschee und Synagoge, ein Stück über Glaube und Glaubende, über Christen, Muslime und Juden, über Konvertiten, radikale Fanatiker, Dogmatiker und Gelegenheitsbeter.
Calis inszenierte 2024 Emine Sevgi Özdamars autobiografischen Roman Ein von Schatten begrenzter Raum in Köln, welcher die Lebensgeschichte der Künstlerin zwischen Istanbul, Berlin, Bochum und Paris sowie ihre Auseinandersetzung mit türkischer Geschichte und deutscher Diskriminierung darstellt. Die Uraufführung fand in der Fabrikhalle des Carlswerks, einer Interims-Schauspielstätte in Köln-Mülheim statt, ein Ort, der bereits durch Calis früheres dokumentarisches Theaterstück Die Lücke symbolische Bedeutung trug. Das Stück verwendete vielfältige Bühnenmittel, wie einen halbierten Eisenbahnwaggon als Zentrum der Bühne, und integriert dynamische Elemente wie Musik von Nina Hagen und Édith Piaf, während es das Thema der künstlerischen Selbstermächtigung Özdamars in den Fokus stellte.

## Auszeichnungen
Für seine Theaterarbeit wurde Calis mehrfach ausgezeichnet. So wurde er als „Bester Nachwuchs“ für seine Regie von Schillers Die Räuber am Wiener Volkstheater auf der Nestroyverleihung 2006 berücksichtigt und ebenso als Regisseur mit dem Karl-Skraup-Preis ausgezeichnet. 2005 erhielt er das Dramatiker-Stipendium des Kulturkreises der deutschen Wirtschaft. 2017 erhielt er den Ludwig-Mülheims-Theaterpreis, mit einem Preisgeld von 25.000 Euro ist er einer der bestdotierten Theaterpreise im deutschsprachigen Raum.

## Schriften
- Der Mond ist unsere Sonne. Roman. Fischer, Frankfurt am Main 2011, ISBN 978-3-10-010236-2.[9][10]

## Theater
Autor
- 2004 Dog eat Dog, Thalia Theater
- 2005 Dogland, Theater Bielefeld
- 2006 Homestories, Schauspiel Essen
- 2006 Cafe Europa, Schauspiel Essen
- 2022 Das Erbe, Tragödie in drei Akten, UA Münchner Kammerspiele am 23. November 2022 (Regie: Pӏnar Karabulut)[11]

 Regisseur 
- 2003 Romeo und Julia am Volkstheater München
- 2005 Urbanstories (auch als Autor), Schauspiel Hannover
- 2006 Die Räuber am Volkstheater Wien
- 2007 Frühlingserwachen (Überschreibung), Schauspiel Hannover
- 2007 Schwarz (auch als Autor), Thalia Theater
- 2008 Kabale und Liebe am Schauspiel Hannover
- 2008 Stunde Null (auch als Autor) am Schauspiel Köln
- 2008 Einer von uns (auch als Autor) am Deutschen Schauspielhaus Hamburg
- 2009 Krankheit der Jugend (auch die Fassung) im Grillo-Theater Essen
- 2009 Romeo und Julia (auch die Fassung) am Maxim Gorki Theater
- 2009 Peer Gynt (auch die Fassung) am Staatsschauspiel Dresden
- 2010 Schattenkinder (auch als Autor) am Deutschen Theater Berlin
- 2010 Next Generation (auch als Autor) am Schauspielhaus Bochum
- 2012 Zoff in Chioggia (auch als Autor) am Schauspielhaus Bochum
- 2012 Der Auftrag / Zone am Staatstheater Stuttgart
- 2013 Kinder der Revolution Schauspielhaus Bochum[12]
- 2014 Tee im Harem des Archimedes am Deutschen Theater Berlin
- 2014 Die Jüdin von Toledo am Staatsschauspiel Dresden
- 2014 Die Lücke am Schauspiel Köln[13]
- 2015 Baal am Schauspiel Leipzig[14]
- 2015 Brennpunkt: X am Saarländischen Staatstheater Saarbrücken
- 2016 Glaubenskämpfer am Schauspiel Köln
- 2016 Die vierzig Tage des Musa Dagh am Marstalltheater München
- 2016 Gold bei den Nibelungenfestspielen Worms[15]
- 2016 Kuffar. Die Gottesleugner am Deutschen Theater Berlin
- 2017 Istanbul am Schauspiel Köln[16]
- 2017 Glut bei den Nibelungenfestspielen Worms
- 2017 Hool am Schauspiel Köln
- 2018 Die zehn Gebote am Staatsschauspiel Dresden
- 2018 Angst essen Seele auf am Schauspiel Leipzig
- 2018 Othello X am Theater Basel[17]
- 2019 Herero_Nama am Schauspiel Köln[18]
- 2019 Last Park Standing, Schauspiel Stuttgart
- 2020 Verhaftung in Granada, Schauspiel Köln[19]
- 2020 Besuch der alten Dame, Schauspiel Leipzig[20]
- 2021 Ersthelfer in Salzburg[21]
- 2021 NSU 2.0 Schauspiel Frankfurt[22]
- 2021 438 Tage NSU-Prozess – 17-tägiges Live- und Video Reenactment beim Kunstfest Weimar[23]
- 2022 Oper „Tannhäuser“ Richard Wagner; Dirigent Patrick Hahn Oper Wuppertal[24][25][26]
- 2022 Mölln92/22 Schauspiel Köln[27]
- 2022 Medea/Stimmen von Dogan Akhanli am Schauspiel Bonn[28]
- 2023 Exil am Schauspiel Köln[29]
- 2023 Die Argonauten in Salzburg[30]
- 2023 Der aufhaltsame Aufstieg des Arturo Ui – Schauspiel Leipzig[31][32][33]
- 2023 NATHAN frei nach Motiven von G.E.Lessing „Nathan der Weise“ National Theater Mannheim[34][35]
- 2024 Ein von Schatten begrenzter Raum von Emine Sevgi Özdamar am Schauspiel Köln[36]
- 2024 Odysse nach Homer am Salzburger Landestheater
- 2024 Leaks am Schauspiel Frankfurt

## Filmografie (Auszug)
Darsteller
- 1999: Dreamboy macht Frauen glücklich
- 2001: Polizeiruf 110: Fluch der guten Tat (Fernsehreihe)
- 2002: Polizeiruf 110: Um Kopf und Kragen
- 2003: Die Liebe kommt als Untermieter
- 2002: Auch Engel wollen nur das Eine

Regie
- 2008: Meine Mutter, mein Bruder und ich!
- 2009: Frühlingserwachen[37]
- 2013: Woyzeck[38]
- 2015: Revolution Now!
- 2020: Verhaftung in Granada[39]
- 2021: 438 Tage NSU-Prozess – 17-tägiges Live- und Video Reenactment beim Kunstfest Weimar[23][40]

Drehbuch
- 2008: Meine Mutter, mein Bruder und ich!
- 2009: Frühlings Erwachen[41]
- 2013: Woyzeck
- 2015: Revolution Now![42]
- 2018: Die Lücke – Der NSU-Bombenanschlag von Köln[43]
- 2020: Verhaftung in Granada nach einem Roman von Dogan Akhanli[44]

Produzent
- 2015: Revolution Now!
- 2018: Die Lücke – Der NSU-Bombenanschlag von Köln – Dokumentarfilm[45]
- 2020: Verhaftung in Granada

## Ehrungen und Auszeichnungen
- 2003 Teilnahme an den Autorentheatertagen am Thalia Theater Hamburg mit Dog Eat Dog (Raus aus Baumheide)
- 2004 Werkstatttage am Burgtheater Wien mit dem Theaterstück Dogland
- 2005 BDI-Dramatikerpreis des Kulturkreises der deutschen Wirtschaft
- 2005 Einladung „Cafe Europa“ zu dem Stückemarkt der Berliner Festspielen[46]
- 2005/2006: Karl-Skraup-Preis (Beste Regie/Bühnenbild)
- 2006 Nestroy-Theaterpreis (Bester Nachwuchsregisseur) für Die Räuber
- 2006 Bayerischer Kunstförderpreis in der Sparte Literatur
- 2009 Bensheimer Theaterpreis für die Beste Ensembleleistung des Düsseldorfer Schauspielhauses für Frühlings Erwachen! (Live fast – die young)
- 2010 Teilnahme am Fernsehfilmfestival Baden-Baden mit Frühlingserwachen, Nominierung für 3sat-Zuschauerpreis
- 2013 Einladung „Kinder der Revolution“ zu den Berliner Festspielen[47]
- 2013 Der mit 10.000 Euro dotierte Preis der Friedl Wald Stiftung für die Inszenierung „Kinder der Revolution“ bei den Berliner Festspielen[48][49]
- 2013 Teilnahme am Filmfestival Max Ophüls Preis mit Woyzeck
- 2013 Einladung von WOYZECK zum World Film Festival Montreal 2013, Sektion Focus On World Cinema
- 2014 Nominierung Grimme-Preis für Woyzeck
- 2014 Kurt-Hackenberg-Preis 2014 für politisches Theater für Die Lücke – Ein Stück Keupstraße (Schauspiel Köln)
- 2015 Einladung „Die Lücke“ Autorentheater Tage Deutsches Theater Berlin
- 2015 Einladung „Die Lücke“ Lessing Tage Thalia Theater Hamburg
- 2015 Teilnahme am Filmfestival Max Öphüls Preis mit Revolution Now!
- 2015 Alumni der Kulturakademie Tarabya in Istanbul. Die Kulturakademie Tarabya ist eine Einrichtung der Bundesregierung.
- 2016 Förderpreis der Internationalen Bodensee-Konferenz
- 2016 Einladung „Glaubenskämpfer“ Autorentheater Tage Deutsches Theater Berlin
- 2016 Einladung „Glaubenskämpfer“ Lessing Tage Thalia Theater Hamburg
- 2017 Dramatiker-Preis der BHF-Bank-Stiftung für Kuffar.Die Gottesleugner (UA am 12. Dezember 2016 Deutsches Theater Berlin)
- 2017 Ludwig-Mülheims-Theaterpreis[50]
- 2019 Nominierung Kurt-Hackenberg-Preis 2019 für politisches Theater für Herero_Nama A History of Violence (Schauspiel Köln)
- 2020 Jury Präsident deutsch-türkisches Filmfest Nürnberg (Sektion Short Films)
- 2020 Einladung „Verhaftung in Granada“ Autorentheater Tage Deutsches Theater Berlin
- 2021 Einladung der Verfilmung „Verhaftung in Granada“ bei dem deutsch-türkischen Filmfest in Nürnberg[51]
- 2021 Einladung „NSU2.0“ zu den Hessischen Theater Tagen in Marburg[52]
- 2021 Theater Preis für „NSU2.0“ in der Kategorie: KOLLEKTIV. IMPULS. VISION bei den Hessischen Theater Tagen[53]
- 2021 Nestroy Nominierung „Beste Bundesländer-Aufführung“ #Ersthelfer #Firstaid von Nuran David Calis, Uraufführung, Salzburger Landestheater[54]
- 2022 Einladung von Mölln92/22 zum BEYOND THE LONE OFFENDER FESTIVAL am Kampnagel in Hamburg[55]
- 2022 Nominierung Kurt-Hackenberg-Preis 2022 für politisches Theater für Mölln92/22 – Schauspiel Köln -[56]
- 2022 Einladung von „NSU2.0“ ans Thalia Theater Hamburg Hamburg zum „Nachbarșchaften – Komșuluklar Festival“[57]
- 2023 Berufung als Kuratoriums Mitglied für die Ausstellung „Solingen 93“[58] unter dem Vorsitzt des Bundesministers Cem Özdemir[59]
- 2023 Berufung in die Jury „Theaterpreises der Bundes“ durch die Staatsministerin für Kultur und Medien Claudia Roth[60]
- 2024 Einladung ins Bundeskanzleramt (Deutschland) zum Thema „Kultur im Kanzleramt – Kunst als Ort der Vielstimmigkeit“[61]
- 2024 Berufung in den Kunsthochschulbeirat des Landes Nordrhein-Westfalen durch Ina Brandes, Ministerin für Kultur und Wissenschaft des Landes Nordrhein-Westfalen.[62]
- 2024 Einladung von „Ein von Schatten begrentzer Raum“ ans Thalia Theater Hamburg Hamburg zum „Nachbarșchaften – Komșuluklar Festival“[63]
- 2024 Berufung auf die Position der Schauspieldirektion am Salzburger Landestheater (Salzburg State Theater) ab der Spielzeit 25/26[64]
- 2025 Einladung zum Heidelberger Stückemarkt mit LEAKS vom Schauspiel Frankfurt[65]